# Ронні Рей Сміт
Рональд Рей Сміт (англ. Ronald Ray Smith; нар. 28 березня 1949 — пом. 31 березня 2013) — американський легкоатлет, який спеціалізувався в бігу на короткі дистанції.

## Із життєпису
Олімпійський чемпіон в естафеті 4×100 метрів (1968).
Ексрекордсмен світу з бігу на 100 метрів та в естафеті 4×100 метрів.
По завершенні спортивної кар'єри працював у Департаменті парків та дозвілля Лос-Анджелеса.

## Основні міжнародні виступи
| Рік  | Змагання         | Місто  | Місце | Дисципліна | Примітки         |
| ---- | ---------------- | ------ | ----- | ---------- | ---------------- |
| 1968 | Олімпійські ігри | Мехіко | 1     | 4×100 м    | Відео на YouTube |